# Papa Adeodato I
Adeodato I (Roma, 570 — 8 de novembro de 618), também chamado Deodato I, foi o 68º Papa, de 19 de outubro de 615 até sua morte, em 618. Ele foi o primeiro sacerdote a ser eleito papa desde João II, em 533. O primeiro uso de selos de chumbo ou sinetes nos documentos papais (levando ao termo "bula papal") é atribuído a ele. Sua festa é celebrada no dia 8 de novembro.

## Biografia
Ele nasceu em Roma e era filho de um subdiácono. Ele serviu como padre por 40 anos antes de sua eleição e foi o primeiro padre a ser eleito Papa desde João II em 533. Adeodato representou a segunda onda de antigregorianos ao papado, a primeiro sendo o de Sabinian. Ele também reverteu a prática de seu antecessor Bonifácio IV de encher as fileiras administrativas papais com monges, recordando com o clero às posições originais com cerca de 14 sacerdotes, as primeiras ordenações em Roma desde o Papa Gregório.
Segundo a tradição, ele foi o primeiro papa a utilizar selos de chumbo em documentos papais, que por sua vez vieram a ser chamado de "bulas papais". Uma bula datada de seu reinado ainda está preservada, nele observa-se o detalhe do Bom Pastor que no meio de suas ovelhas, com as letras Alfa e Omega abaixo, enquanto o verso contém a inscrição: Deusdedit papae.
Em agosto de 618, um terremoto atingiu Roma, e mais tarde um surto de lepra, Adeodato liderou esforços para cuidar de pobres e doentes. Ele morreu em 8 de novembro de 618. Houve uma vaga de um ano, um mês e 16 dias antes de seu sucessor papal ser consagrado.
Sua festa ocorre em 8 de novembro. Ele também é um santo da Igreja Ortodoxa como um dos "papas ortodoxos de Roma" pré-cisma.